# Acarodynerus acarophilus
Acarodynerus acarophilus är en stekelart som beskrevs av Giordani Soika 1961. Acarodynerus acarophilus ingår i släktet Acarodynerus och familjen Eumenidae. Inga underarter finns listade i Catalogue of Life.